# Pörtschach (Name)
1. WEITERLEITUNG Pörtschach (Begriffsklärung)